# Гилмор, Джон
Джон Гилмор (англ. John Gilmore; род. 1955, Йорк, Пенсильвания) — один из основателей Electronic Frontier Foundation, листа рассылки шифропанков и компании Cygnus Solutions. Он создал иерархию alt.* в сети Usenet и является одним из основных участников проекта GNU.
Ярый борец за гражданские права, Гилмор подавал в суд на Федеральное управление гражданской авиации, Министерство юстиции и других лиц. Он был истцом в получившем известность деле Gilmore v. Gonzales, в котором оспаривал требования закона о государственной тайне. Также он выступает за реформу политики в отношении наркотиков.
Гилмор является соавтором протокола BOOTP, который стал основой для DHCP — основного способа присвоения IP-адресов в локальных сетях.

## Жизнь и карьера
Как пятый сотрудник Sun Microsystems и основатель Cygnus Support, Гилмор располагал достаточными финансами, чтобы рано уйти в отставку и посвятить жизнь другим интересам.
Он является активным разработчиком свободного программного обеспечения. Работал в нескольких GNU-проектах, в том числе в начале 1990-х в поддержке GNU Debugger. Он инициировал создание GNU Radio в 1998 году, Gnash в декабре 2005 года с целью создания свободного программного проигрывателя для флэш-фильмов, написал pdtar, которая стал GNU tar. Вне проекта GNU Гилмор основал проект FreeS/WAN, реализацию протокола IPSec, обеспечивающую шифрование интернет-трафика. Он поддержал Deep Crack DES, строительный симулятор Micropolis на основе SimCity. Гилмор является сторонником оппортунистического шифрования.
В 1985 году Гилмор совместно с Биллом Крофтом разработал протокол BOOTP (RFC 951). Впоследствии он эволюционировал в протокол DHCP, который используется локальными сетями для назначения устройствам сети IP-адресов.

## Общественная деятельность
Гилмору принадлежит доменное имя toad.com, которое является одним из 100 старейших активных .com доменов. Оно зарегистрировано 18 августа 1987 года. Гилмор поддерживает на этом домене почтовый сервер, являющийся открытым почтовым релеем. В октябре 2002 года провайдер Гилмора, Verio, отключил доступ к почтового сервера в интернет за нарушение условий обслуживания. Считается, что открытый релей позволяет легко рассылать спам. Гилмор выразил протест, заявив, что его почтовый сервер запрограммирован таким образом, чтобы быть бесполезным для спамеров и других создателей массовых рассылок. Гилмор утверждал, что действия Verio являются цензурой. Он также отмечает, что настройки его сервера позволяют друзьям, отправившимся в путешествие, проще отправлять письма, хотя его оппоненты считают, что существуют и другие механизмы удовлетворить нужды людей, желающих отправить электронную почту во время путешествия. Меры, которые Гилмор принял, чтобы сделать свой сервер бесполезным для спамеров, возможно, не принесли результата, так как в 2002 году, по крайней мере, один червь, предназначенный для массовой рассылки, W32.Yaha, имел в своём коде указание рассылать письма через почтовый сервер toad.com.
Гилмор сделал известное заявление о цензуре интернета: «Сеть распознаёт цензуру как повреждение и обходит ее».
Гилмор безуспешно пытался оспорить конституционность законов о государственной тайне в части политики безопасности перелётов в деле Gilmore v. Gonzales.
Гилмор также является сторонником ослабления законов о наркотиках. Он является членом правлений организаций MAPS, Marijuana Policy Project, и Electronic Frontier Foundation.

## Признание
В 2009 году Гилмор был удостоен премии Фонда свободного программного обеспечения за продвижение свободного программного обеспечения.